# Pont de la Chaudière
Pour les articles homonymes, voir Chaudière (homonymie).
 (novembre 2024).
Si vous disposez d'ouvrages ou d'articles de référence ou si vous connaissez des sites web de qualité traitant du thème abordé ici, merci de compléter l'article en donnant les références utiles à sa vérifiabilité et en les liant à la section « Notes et références ».
Le pont de la Chaudière (en anglais : Chaudiere Bridge) est un pont qui traverse la rivière des Outaouais environ 1 km à l'ouest de la colline du Parlement reliant les villes de Gatineau, au Québec et d'Ottawa, la capitale canadienne, en Ontario. 
Le pont relie plus exactement la rue Eddy, du secteur Hull de la ville de Gatineau, à la rue Booth, à Ottawa. Le pont est formé de plusieurs tabliers, passant par les îles Chaudière, Albert et Victoria.
Le pont passe par le complexe E.B. Eddy qui est situé à côté des chutes de la Chaudière, dont le pont tire son nom.

## Historique
Le pont de la Chaudière est le plus vieux pont dans la région de la capitale nationale du Canada et fut appelé « Union Bridge » lors de sa première érection. Il a été construit une première fois en 1828, par le fondateur d'Ottawa, le colonel John By afin de relier Wrightville — dont le nom sera plus tard changé pour Hull — avec le chantier du canal Rideau. 
Alors que le tablier primaire fut un arc en bois, des arcs en pierres furent employés pour les tabliers plus petits. Ce pont s'effondra en 1836. Un service de traversier fut provisoirement établi jusqu'à ce qu'un nouveau pont fut complété en 1844. Il s'agissait d'un pont suspendu jusqu'en 1889, quand il fut de nouveau reconstruit avec une construction de treillis en acier. Le pont actuel fut construit par la compagnie Dominion Bridge (en) en 1919.

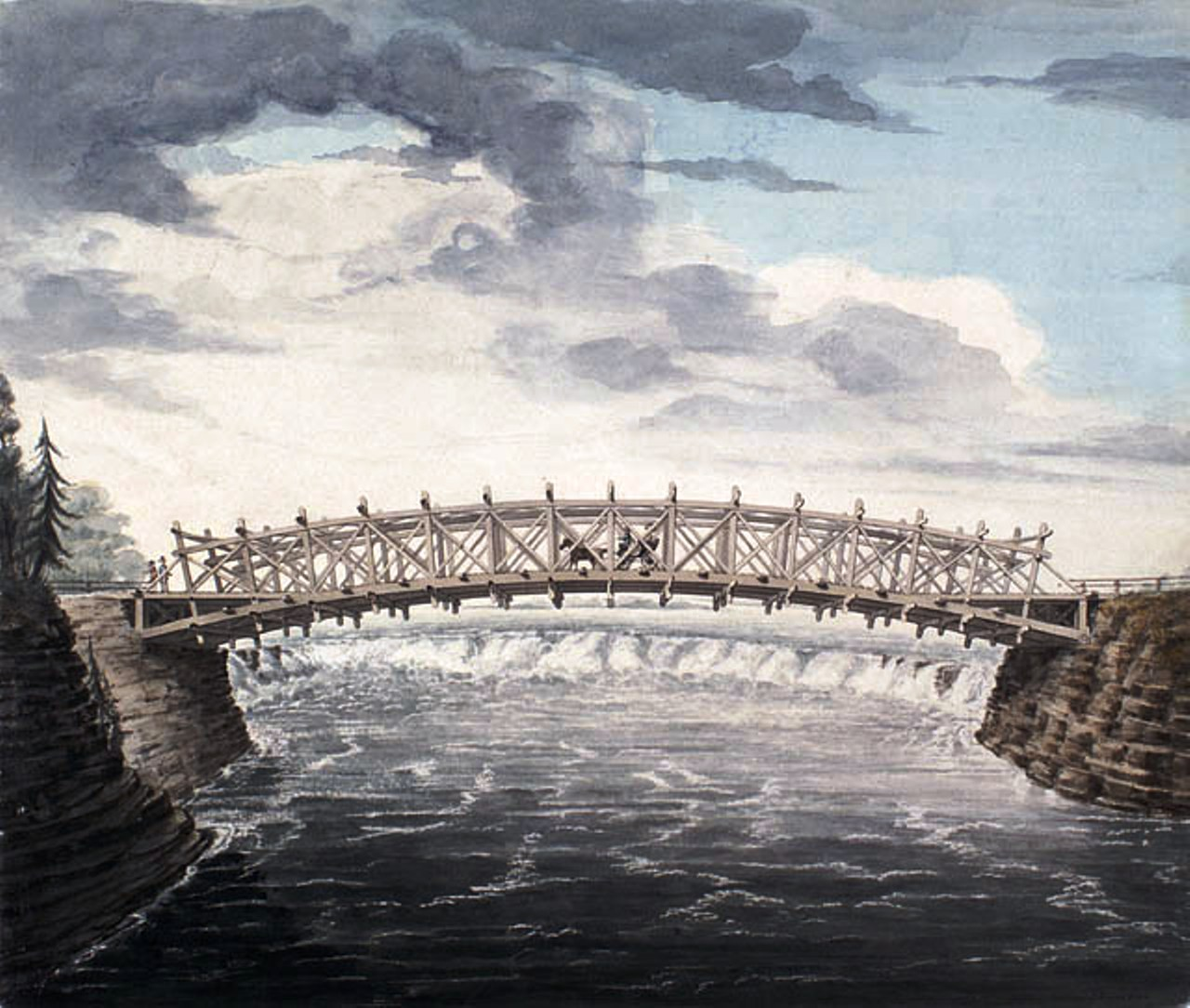
Le pont construit par le Colonel By, avec son arc en bois (1827).
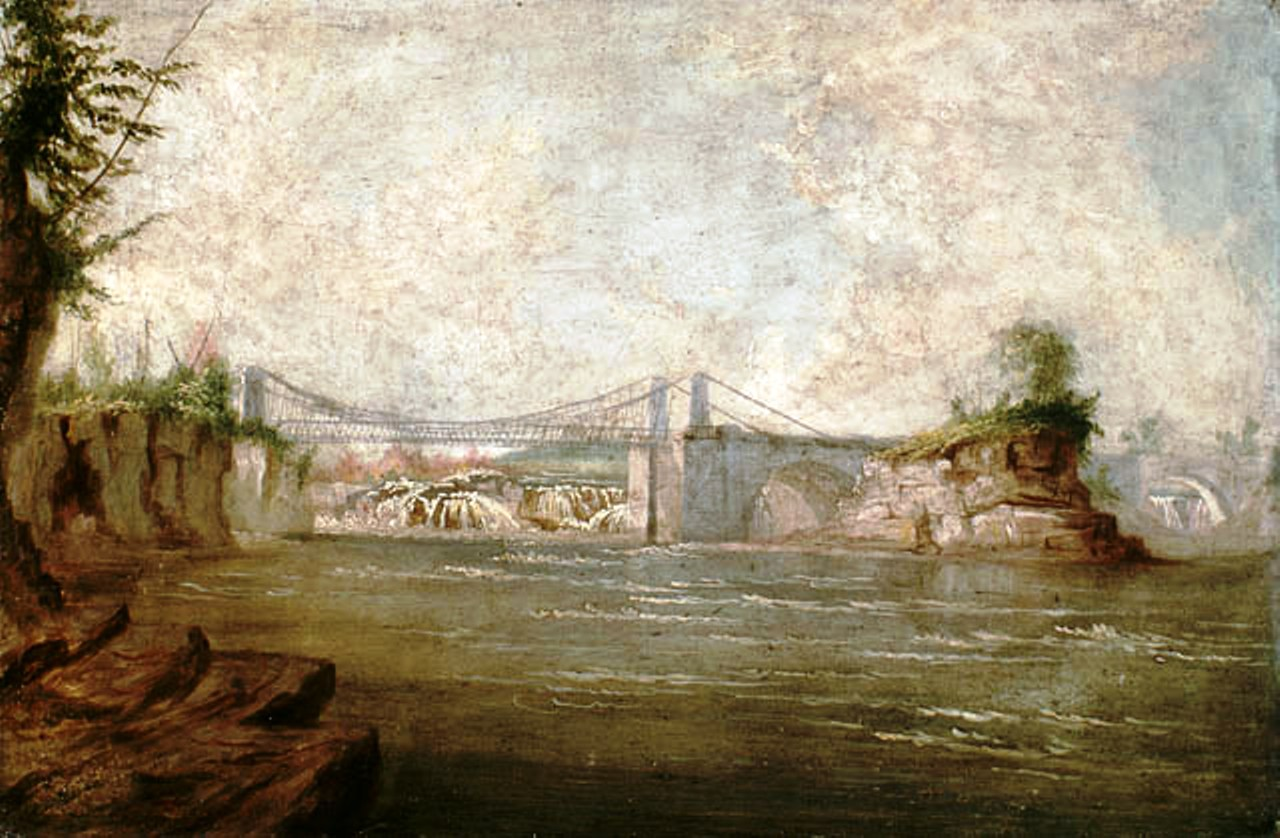
La deuxième version, un pont suspendu (1845).
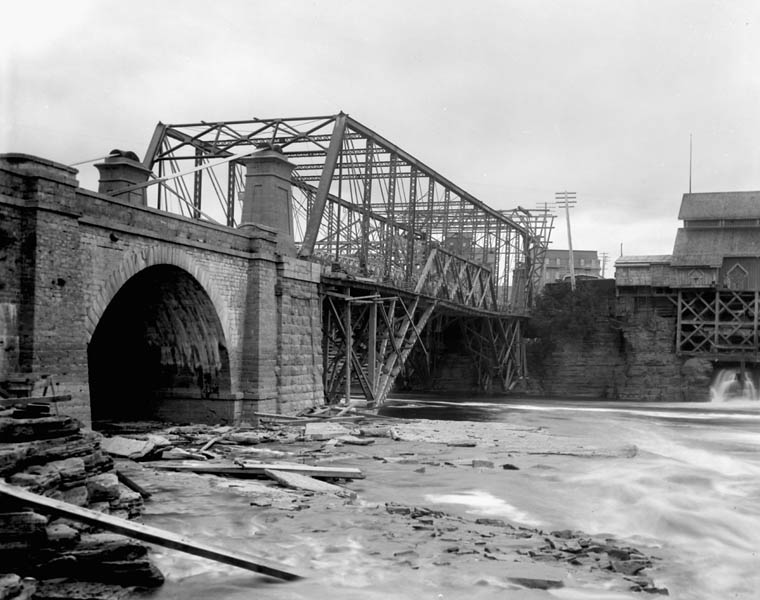
La troisième version en construction, un pont à treillis en acier (1892).
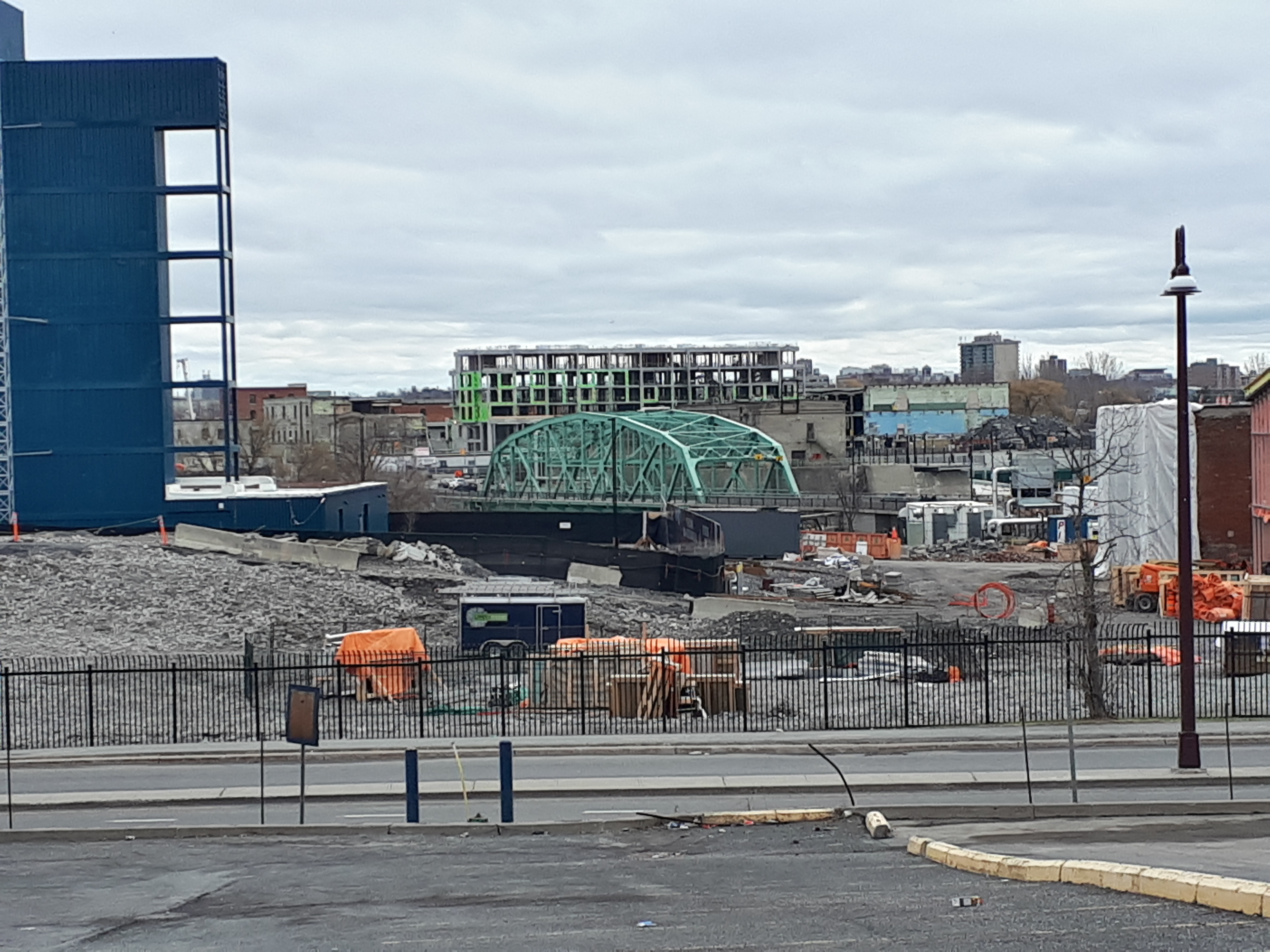
Le pont en avril 2019, fermé lors des inondations de la région.